# 칸 영화제 심사위원상
심사위원상(프랑스어: Prix du Jury)은 칸 영화제에서 수여되는 상으로, 심사위원들이 공식 섹션 상영작 가운데 시상작을 결정한다. 황금종려상, 그랑프리에 이어 영화제에서 3번째로 권위있는 상으로 간주된다.

## 같이 보기
- 황금종려상
- 그랑프리 (칸 영화제)